# 더 레이트 레이트 쇼 위드 제임스 코든
《더 레이트 레이트 쇼 위드 제임스 코든》(The Late Late Show with James Corden)은 CBS에서 2015년 3월 23일부터 2023년 4월 27일까지 방영된 심야 토크 · 버라이어티 프로그램이다. 제임스 코든이 진행했다.